# Váli (hijo de Loki)
En la mitología nórdica, Váli era uno de los hijos de Loki. Es mencionado en la sección de Gylfaginning en la Edda prosaica de Snorri Sturluson. Luego de la muerte de Baldr, los Æsir persiguieron y atraparon a Loki.
| Nú var Loki tekinn griðalauss ok farit með hann í helli nökkvorn. Þá tóku þeir þrjár hellur ok settu á egg ok lustu rauf á hellunni hverri. Þá váru teknir synir Loka, Váli ok Nari eða Narfi. Brugðu æsir Vála í vargslíki ok reif hann í [sundr] Narfa, bróður sinn. Þá tóku æsir þarma hans ok bundu Loka með yfir þá þrjá [egg]steina, einn undir herðum, annarr undir lendum, þriði undir knésfótum, ok urðu þau bönd at járni. — Edición de Eysteinn Björnsson | Ahora no le dieron más tregua a Loki y fue conducido al interior de cierta cueva. Allí tomaron tres piedras lisas, y las colocaron de canto y realizaron un agujero en cada piedra. Luego tomaron a los hijos de Loki, Váli y Nari o Narfi; y transformaron a Váli en un lobo que atacó y destrozó en pedazos a Narfi, su hermano. Los Æsir tomaron sus entrañas y ataron a Loki con ellas a tres rocas: una está bajos sus hombros, la segunda bajo su espalda, la tercera bajo sus extremidades; y estas ataduras se volvieron de hierro. — Traducción al español de la traducción de Brodeur |  |

Una enigmática estrofa en Völuspá parece hacer referencia a este evento y fue probablemente la fuente que utilizó Snorri. Váli, hijo de Loki, es por lo demás desconocido. Se ha sugerido que la estrofa del Völuspá en realidad hace referencia a Váli, hijo de Odín, y que Snorri creó al personaje de Váli, hijo de Loki, para darle sentido a la historia.